# Éclaireurs de la Garde impériale
Die Éclaireurs de la Garde impériale (Aufklärer der kaiserlichen Garde) waren drei Regimenter leichter Lanzenreiter der Cavalerie de la Garde impériale des Ersten Kaiserreichs. Die Namensgebung war jedoch irreführend, da sich ihr Auftrag nicht auf Aufklärung beschränkte. Vielmehr waren sie zunächst primär für den Kampf gegen die russischen Kosaken aufgestellt worden, mussten in der Endphase des Kaiserreichs jedoch immer öfter die Rolle als Schlachtenkavallerie übernehmen. Die Ende 1813 aufgestellten Verbände zeichneten sich im Frankreichfeldzug 1814 aus und wurden nach der ersten bzw. zweiten Abdankung Napoleons aufgelöst.

## Formationsgeschichte

### Hintergrund
Im Vierten Koalitionskrieg traf die französische Armee 1806 erstmals auf russische Kosaken. Diese Reiter wurden zur Erkundung, zur Vorhut und zu Methoden der Kriegsführung eingesetzt, die bis dahin in den anderen europäischen Armeen unbekannt gewesen waren. Ihre Taktik, Lava genannt, sah den Angriff in aufgelöster Form vor, dabei jedem einzelnen die größtmögliche Bewegungsfreiheit zugestehend. Auf ihren Streifzügen operierten sie in kleinen Gruppen und überfielen mit Vorliebe kleinere Kolonnen und Biwaks. Napoléon hatte sich daraufhin entschlossen, eine vergleichbare Truppe aufzustellen. Vorgesehen waren vier Regimenter „Éclaireurs à cheval“ zu je vier Escadrons, die wegen ihrer Widerstandsfähigkeit mit Camargue-Pferden ausgestattet werden sollten. Dieses Projekt vom 9. Juli 1806 wurde dann jedoch zugunsten der Aufstellung des „Régiment chevau-légers belges d’Arenberg“ aufgegeben, das zunächst zur Bekämpfung der Kosaken vorgesehen war, aber bereits 1808 zum 27. Regiment der Jäger zu Pferde der Linienkavallerie mit entsprechend konventioneller Kampfweise umgewandelt wurde.
Während des Russlandfeldzuges 1812 konnte die schwere französische Kavallerie die unaufhörlich attackierenden Kosaken nicht verfolgen. Sie griffen unvermittelt an und wichen den Gegenangriffen der französischen Kavallerie geschickt aus. Auch fingen sie Kuriere ab und unterbrachen die Nachschublinien.

« avec ces canailles de Cosaques, on ne peut tenir secret aucun mouvement »

„(Mit diesen Kanaillen von Kosaken kann man keine Bewegung geheim halten)“

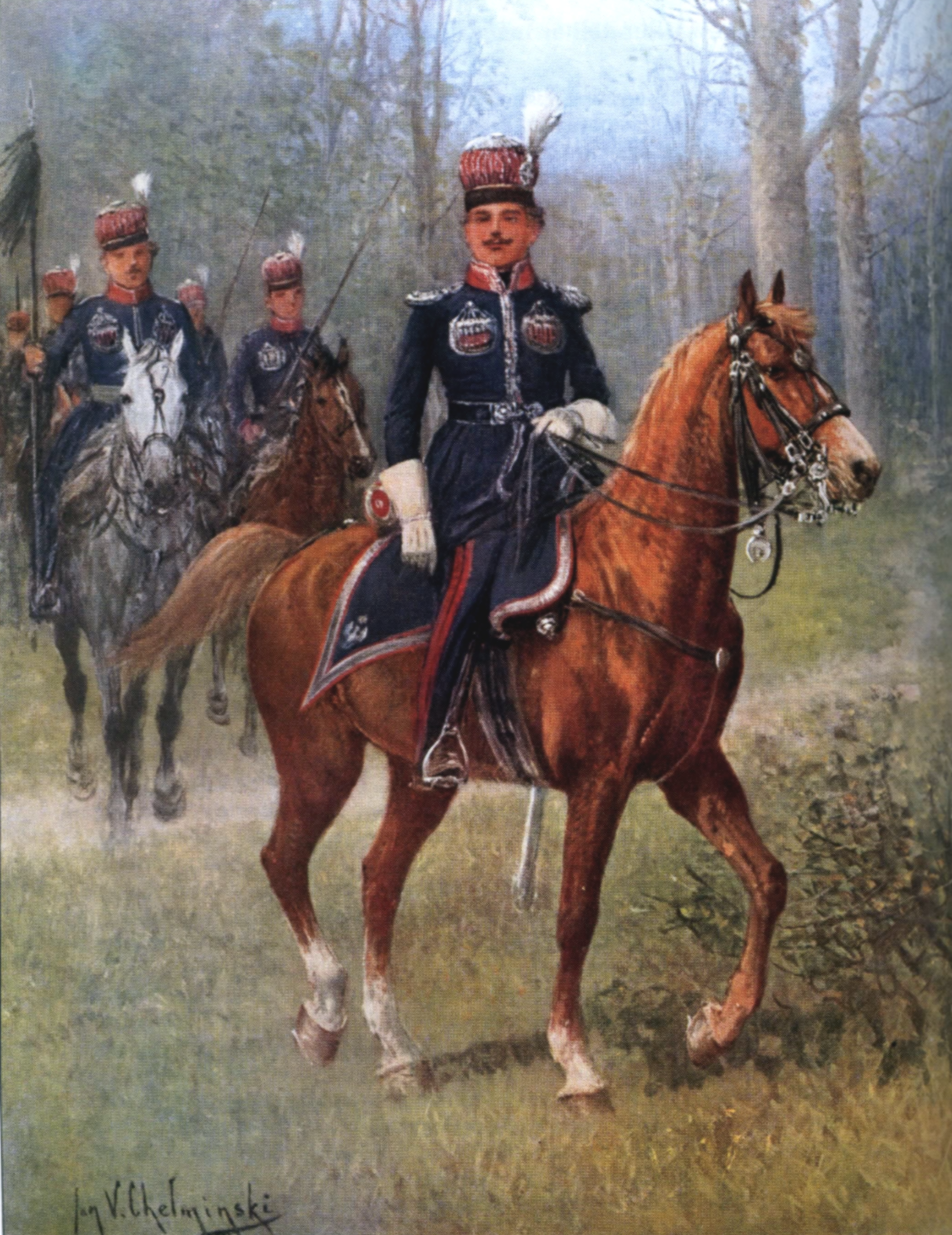
Offizier und Reiter des Régiment de Krakus (Gemälde von Jan Chełmiński in L’Armée du Duché de Varsovie, 1913)

1813, nach dem Rückzug aus Russland, evakuierte der Général Poniatowski Warschau und zog sich nach Krakau zurück, um dort seine Truppen neu zu formieren. Er entschied sich dabei auch für die Aufstellung eines Regiments leichter Lanzenreiter, dessen Mannschaften gänzlich aus dem Bauernstand kommen sollten. Der Verband erhielt den Namen „Régiment de Krakus“. Insgesamt konnten 900 Männer angeworben werden. Sie waren überwiegend von kleiner Gestalt und saßen auf ebenfalls kleinen Pferden, die Konias genannt wurden. Am 19. August 1813 paradierten sie in Zittau vor Napoléon, der beeindruckt war und bemerkte:

« Je voudrais avoir dix mille hommes comme ceux-ci, montés sur des ‹ Konias ›. C’est une excellente troupe. »

„(Ich hätte gerne 10.000 Männer wie diese auf ihren Konias. Es ist eine hervorragende Truppe.)“

Als das Regiment dem Kaiser am 25. September 1813 auf dem Weg nach Bautzen wieder begegnete, war er über ihre kleinen Bauernpferden so erheitert, dass er sie sie „ma cavalerie pygmée“ („meine Pygmäenkavallerie“) nannte.

### Aufstellung
Nach der Niederlage im Deutschlandfeldzug sah sich Napoléon mit der dramatischen Aussicht des ersten Kampfes auf französischem Boden seit den Revolutionskriegen konfrontiert und reorganisierte seine Garde durch die Dekrete vom 4. und 9. Dezember 1813. Mit letzterem verfügte er die Aufstellung der „Éclaireurs de la Garde impériale“, die mit drei Regimentern errichtet wurden:
- das 1er régiment des éclaireurs de la Garde impériale, genannt „Éclaireurs-grenadiers“, zugeteilt dem Regiment Grenadiers à cheval de la Garde impériale
- das 2e régiment des éclaireurs de la Garde impériale, genannt „Éclaireurs-dragons“, zugeteilt dem Regiment Dragons de la Garde impériale
- das 3e régiment des éclaireurs de la Garde impériale, genannt „Éclaireurs-lanciers“, zugeteilt dem 1er régiment de chevau-légers lanciers polonais de la Garde impériale

Das Konzept der französischen „Kosaken“ sah ähnlich wie bei den Krakusen eine Bewaffnung mit Lanzen, beritten auf kleinen Pferden, vor. Bei den Uniformen hielt man jedoch am herkömmlichen Stil fest und verzichtete anders als beim polnischen Vorbild auf eine am Stil der Kosaken orientierte Kostümierung. Mit dieser Truppe glaubte der Kaiser sein Gegenstück zu den Kosaken gefunden zu haben.
Jedes Regiment bestand aus vier Escadrons zu je 250 Reitern. Das Personal für die neuen Regimenter war aus Abgaben der Kavallerie der „Alten Garde“ und aus einberufenen Rekruten gewonnen. Zu Beginn des Frankreichfeldzuges wurden die Regimenter zu einer eigenen Brigade zusammengefasst, jedoch wurde diese bereits Anfang Februar 1814 wieder aufgelöst und die einzelnen Regimenter ihren Stammtruppenteilen bei der Gardekavallerie zugeordnet. Zwei Escadrons des 3. Regiments wurden unter dem Chef d’escadron Skarzynski nach Paris beordert. Das 1. und das 2. Regiment wurden während der Ersten Restauration am 12. Mai bzw. am 19. Juni 1814 aufgelöst. Das 3. Regiment blieb mit dem Regiment der Lanciers polonais de la Garde impériale noch bis zum 1. Oktober 1815 bestehen und wurde dann zusammen mit diesem ebenfalls aufgelöst.

### Regimenter

#### 1. Regiment

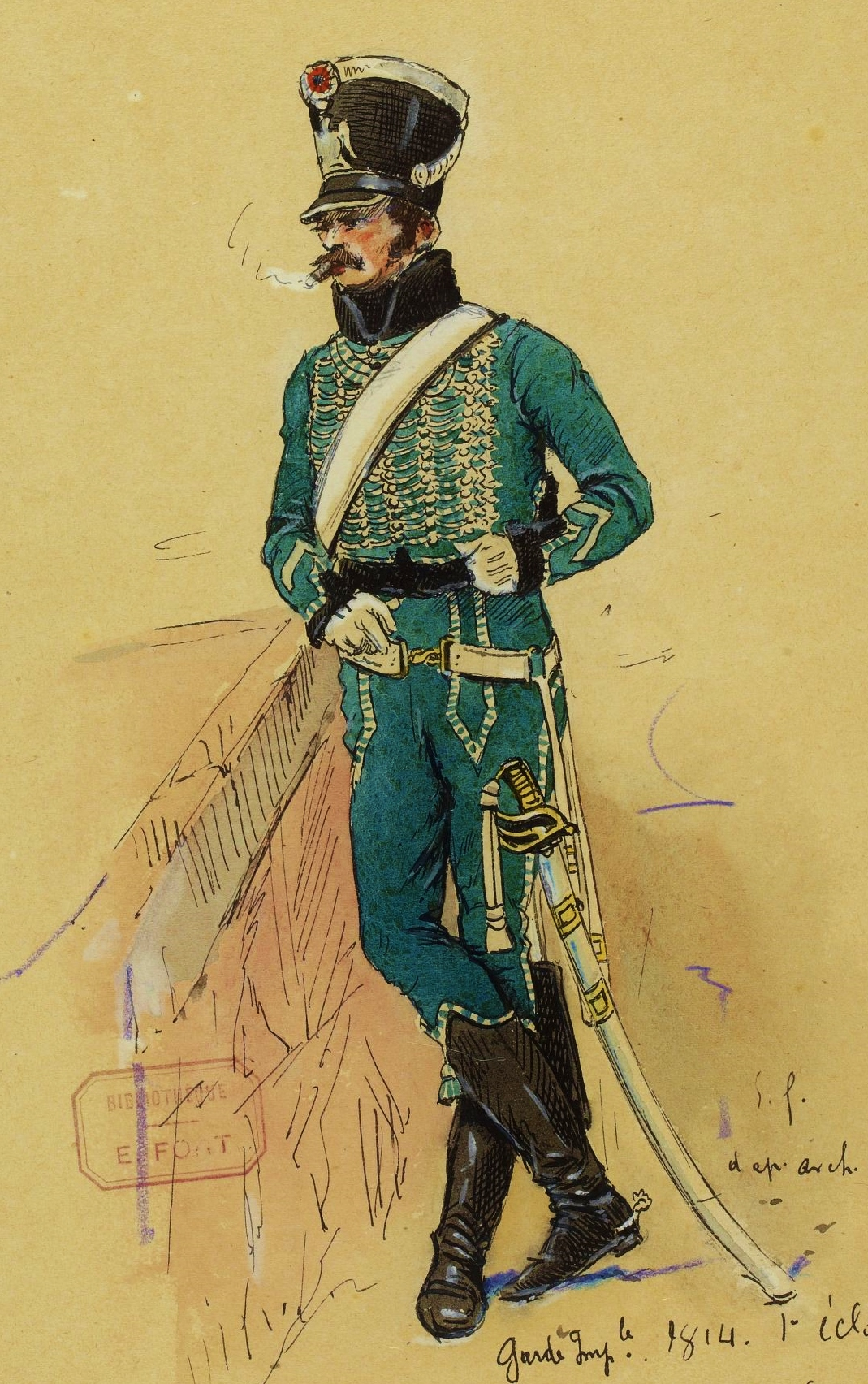
Unteroffizier des 1. Regiments (Zeichnung von Ernest Fort im Archiv des Kriegsministeriums)

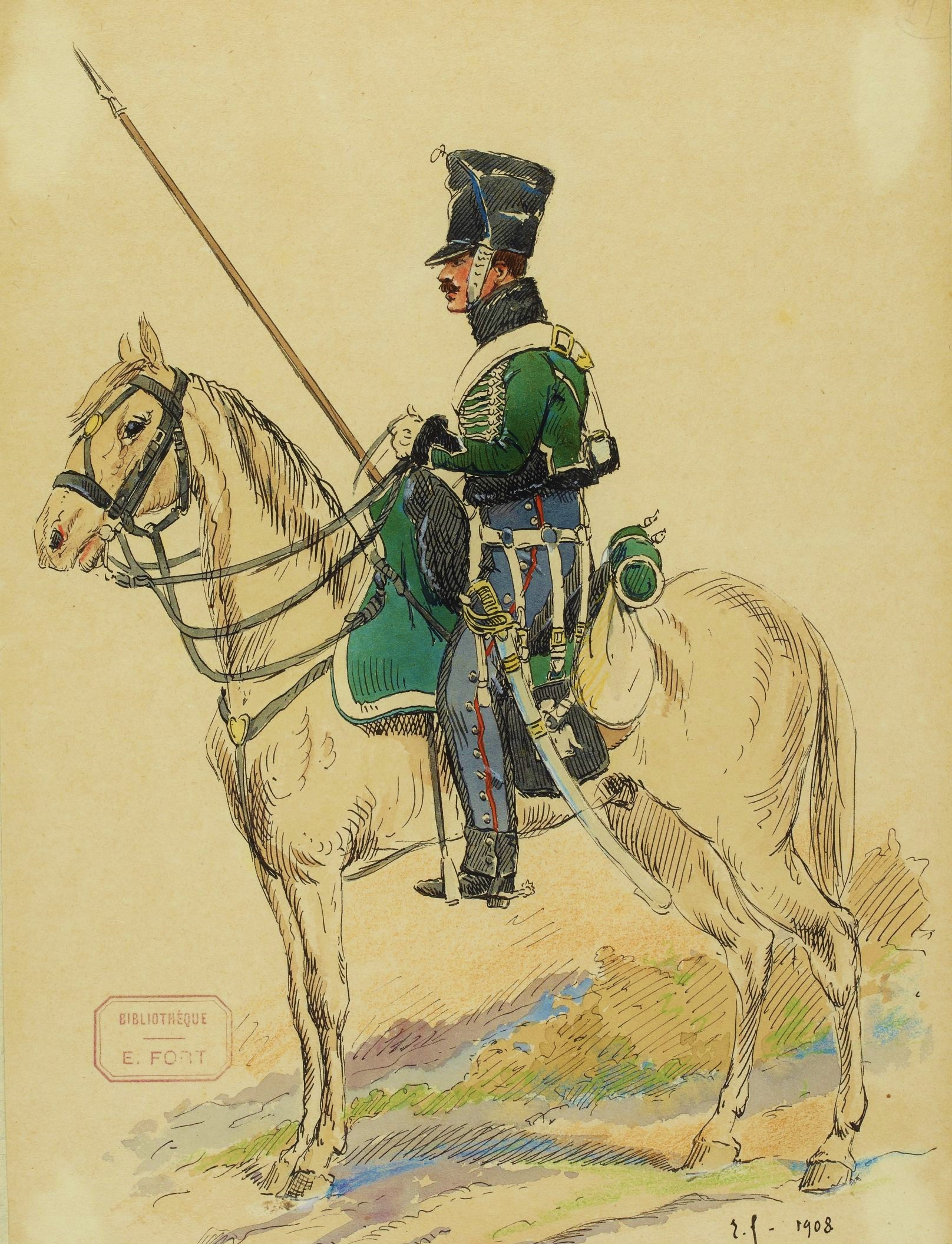
Éclaireur-grenadier, 1814 (Illustration von Ernest Fort, 1908. Nach dem Vorbild der Uniformierungsvorschriften für das Regiment).

Kommandant des 1. Regiments wurde der Colonel Claude Testot-Ferry, von den Dragons de la Garde impériale kommend und ehemaliger Aide de camp von Maréchal Marmont. Die Chefs d’escadron waren: Pierre von den Chasseurs à cheval de la Garde impériale, Delavillane und Lepot von den Grenadiers à cheval de la Garde impériale und der Capitaine de Waldner-Freundstein. Letzterer wurde jedoch bald durch den Chef d’escadron Kister ersetzt.
Die Personal-Sollstärke betrug 53 Offiziere und 1.005 Reiter und gleich viele Pferde. Die Mehrzahl der Offiziere – wie Testot-Ferry – war direkt von der Garde impériale übernommen worden. Es kamen aber auch solche von der Linienkavallerie, so dem 4e régiment de dragons, dem 13e régiment de dragons oder dem 3e régiment de hussards.
Weiterhin sollten je 250 Reiter aus jedem der Regimenter der Gardes d’honneur an das 1. Regiment der Éclaireurs abgegeben werden, allerdings wurden jeweils nur etwa ein Drittel davon tatsächlich überstellt. Napoléon entschied daraufhin, Freiwillige zum Erreichen der Sollstärke aufzurufen. Diese sollten den Status der Angehörigen der „Jungen Garde“ erhalten. Weiterhin wurde das Regiment durch die Abordnung von zwei Escadrons der Gardes d’honneur auf sechs Escadrons aufgestockt. Kurz vor der Schlacht bei Craonne wurde die Einheit durch Reiter der Linienkavallerie verstärkt.
Die Unteroffiziere, Brigadiers, Veterinäre und Beschlagschmiede des Regiments sowie die Reiter der 1. Escadron erhielten den Status der Alten Garde, während die anderen Escadrons zur Jungen Garde zählten.
Die Körpergröße der Soldaten war mit 1,78 Meter für die ehemaligen Angehörigen der Grenadiers à cheval, für alle anderen mit 1,60 Meter vorgeschrieben. Damit waren sie verhältnismäßig groß für ihre Pferde, deren Widerristhöhe nur zwischen 1,35 und 1,38 Meter betragen musste.

#### 2. Regiment

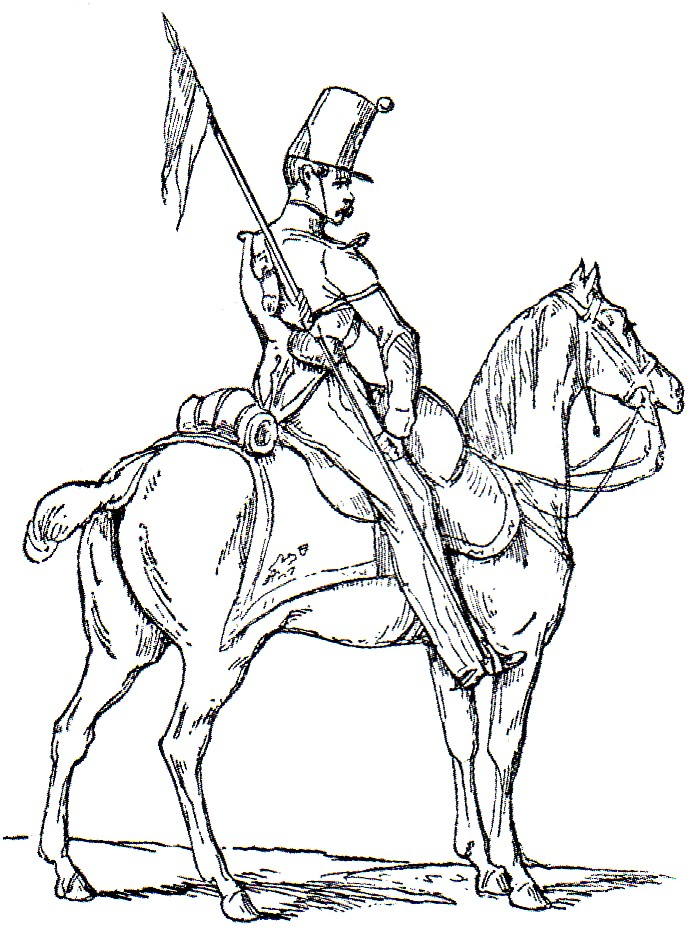
Ein Éclaireur-dragon (Zeichnung von Adolphe de Chesnel 1861)

Der erste Kommandant des 2. Regiments war Colonel-major Leclerc, der aber bereits am 17. Dezember 1813 durch Colonel Laurent Hoffmayer – bis dahin Kommandant des 2e régiment de dragons – ersetzt wurde. Escadronskommandanten waren Parizot und Lebrasseur von den Chasseurs à cheval de la Garde, Toustaint vom 13e régiment de chasseurs à cheval und Bourbon-Busset vom 27e régiment de chasseurs à cheval. Auch hier waren die Chargen der Alten Garde zugeteilt, die Reiter der Jungen Garde. Die Unteroffiziere kamen von verschiedenen Einheiten – aus der Alten Garde, der Linienkavallerie oder auch den Gardes d’honneur. Die Sollstärke betrug 1.000 Reiter in vier Escadrons, dazu kamen noch die Offiziere. Die Aufgaben dieses Regiments waren Kurierdienste, allerdings wurde es in der Praxis zu mannigfaltigen Aufgaben eingesetzt. Im Jahre 1814 mussten die schweren Personalverluste mit allem ausgeglichen werden, was gerade zur Verfügung stand. Es wurden Artilleristen und sogar Matrosen eingegliedert. Im Gegensatz zum 1. Regiment waren hier keine Angehörigen der Gardes d’honneur zu finden. Zu Beginn des Feldzuges in Frankreich 1814 verfügte das Regiment in Paris nur noch über 23 Offiziere, 829 Reiter und 498 Pferde. Nur 502 Mann waren an den ersten Gefechten der Napoleonischen Armee beteiligt. Zwei Monate später bestand das Regiment nur noch aus 200 Reitern.

#### 3. Regiment

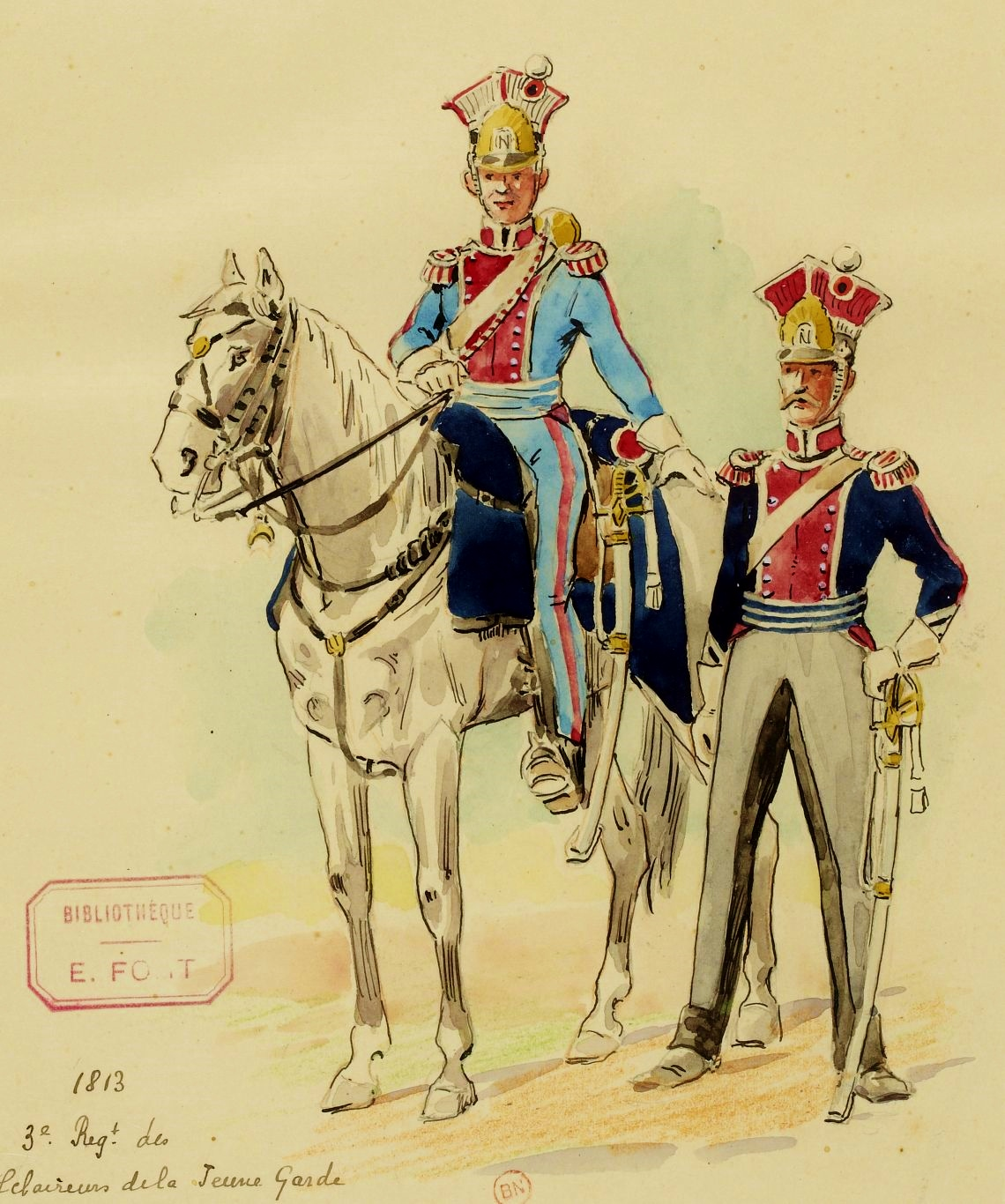
Trompeter und Maréchal des logis des 3. Regiments, 1813 (Zeichnung von Ernest Fort)

Kommandant war Major Jan Leon Kozietulski, Ex-Escadronkommandant im Regiment der Lanciers polonais de la Garde impériale. Die 1. Escadron wurde von Szeptycki, die 2. von Skarzynski, die 3. von Józef Bonawentura Załuski und die 4. von Wasowicz kommandiert. Die Offiziere des Stabes kamen alle vom Regiment der Lanciers polonais de la Garde – gehörten also zur Alten Garde, die anderen Offiziere und die Reiter gehörten zur Jungen Garde. Mit einigen Ausnahmen – so die beiden Regimentsärzte – stammten die Offiziere aus Polen.
Am 9. Dezember 1813 wurde das Regiment der 1er lanciers de la Garde von sieben auf vier Escadrons reduziert. Die dadurch freigewordenen Reiter wurden in das 3. Regiment der Éclaireurs überstellt. Zur Komplettierung wurde dann noch auf das polnische Elitebataillon im Rekrutendepot von Sedan zurückgegriffen.
Ende Januar 1814 hatte das Regiment einen Personalbestand von 52 Offizieren und 624 Reitern, von denen 640 aus dem Depot in Givet und 36 aus dem Depot in Chantilly kamen. Zwei Monate später betrug der Personalbestand 860 Mann. Nach der Abdankung von Napoleon verließen 597 polnische Reiter den französischen Dienst und kehrten unter dem Kommando von Chef d’escadron Zielonka in ihre Heimat zurück.

## Kampfhandlungen
Die neuen Einheiten nahmen an den Rückzugskämpfen des Jahres 1814 in Frankreich teil, wo sie eine Anzahl von Gefechten gegen die russischen Kosaken bestritten. Weiterhin betrieben sie Aufklärung und Vorpostendienst, waren jedoch hauptsächlich bei Reiterattacken eingesetzt, so in der Schlacht bei Brienne, der Schlacht bei Montmirail und in der Schlacht bei Craonne, wo der Colonel Testot-Ferry das 1. Regiment gegen die russische Artillerie führte. Die Truppe war auch in der Schlacht bei Paris eingesetzt.

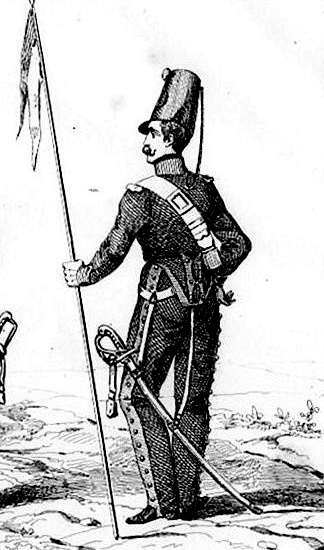
Éclaireur-dragon (Zeichnung in Histoire des armées françaises de terre et de mer von Abel Hugo)

### Von Brienne nach Troyes
Die Éclaireurs erhielten ihre Feuertaufe am 29. Januar 1814 in der Schlacht bei Brienne gegen die preußisch-russischen Truppen. Der Capitaine Drion des 1. Regiments wurde hier verwundet. Trotz großer Unterzahl begann Napoléon am 1. Februar 1814 die Schlacht bei La Rothière. Während der Schlacht befahl der Général de division Nansouty dem Général de brigade Dautancourt, mit seiner Brigade die Russen anzugreifen.
Dieser fügte sich und griff die gegnerische Kavallerie und die Infanterie wiederholt an, nach ersten Erfolgen musste sich die Brigade jedoch vor der Übermacht zurückziehen. Die Éclaireurs verloren den Capitaine Zaluski, der in Gefangenschaft geriet, und 15 Reiter an Gefallenen und Verwundeten. Am 7. Februar ordnete Napoléon den Rückzug nach Troyes an.

### Von Champaubert bis Craonne

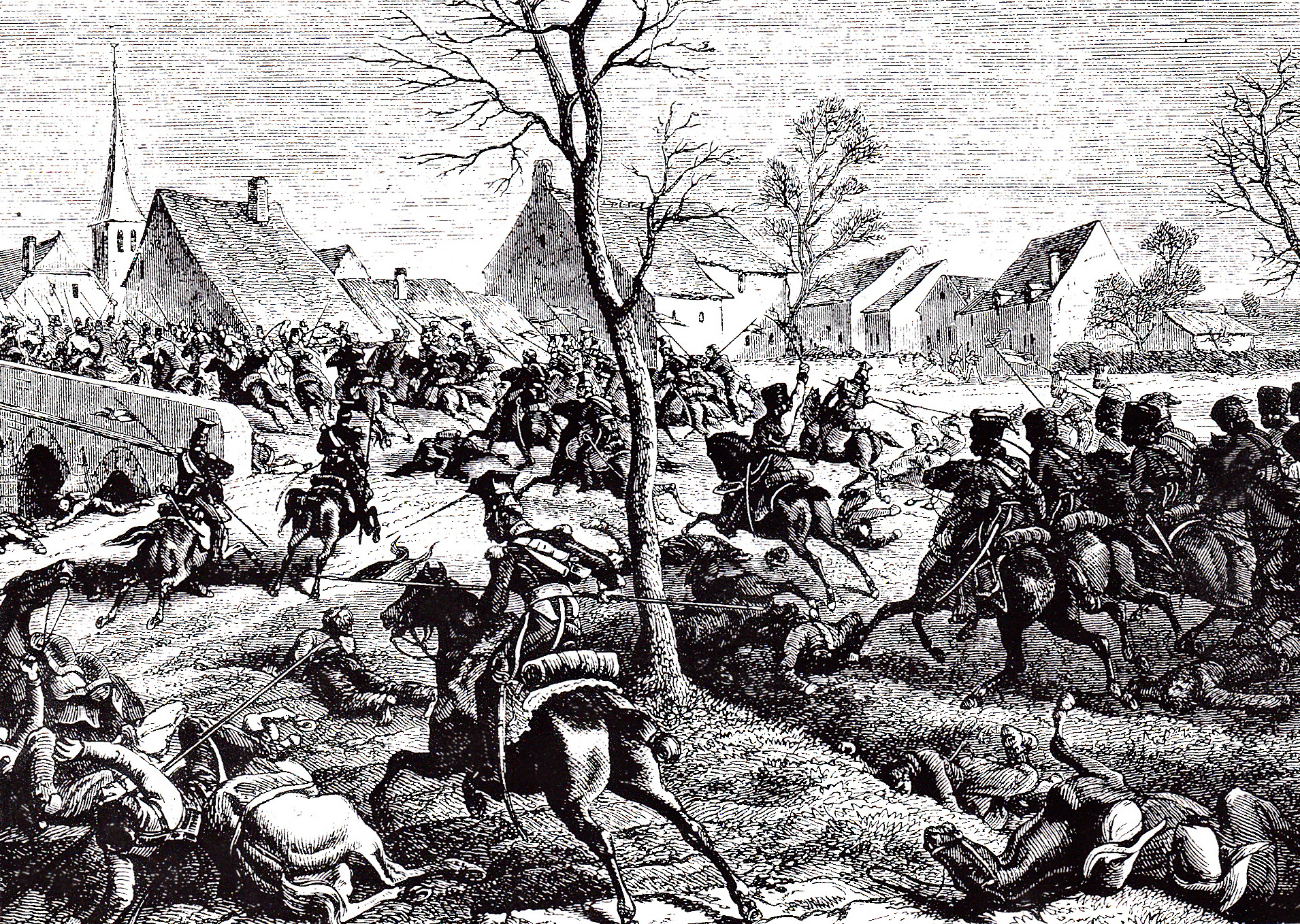
Attacke der Lanciers polonais von Général Pac im Gefecht bei Berry-au-Bac, 5. März 1814 (Henri Félix Emmanuel Philippoteaux)

Napoléon beabsichtigte, von Troyes aus die feindliche Offensive zurückzuschlagen, und griff am 10. Februar 1814 in der Schlacht bei Champaubert erfolgreich das Armeekorps von General Olsouviev an. Eine Escadron des 3. Regiments unter Chef d’escadron Skarzynski nahm an der Attacke der französischen Kavallerie und der folgenden Vernichtung der russischen Infanteriecarrées teil. Am nächsten Morgen, während der Schlacht bei Montmirail, griffen das 1. und das 2. Regiment unter dem Befehl von Colonel Testot-Ferry zusammen mit den Gardedragonern erneut die Russen an und machten eine Anzahl an Gefangenen. Die französischen Siege in der Schlacht bei Château-Thierry, der Schlacht bei Vauchamps und in der Schlacht bei Montereau verbesserten die militärische Situation der Franzosen und erlaubten einen besseren Schutz der Straße nach Paris.
Die Éclaireurs beteiligten sich an der Verfolgung der Truppen des geschlagenen Feldmarschalls Blücher und gerieten dabei mehrfach in Gefechte mit Kosakenpatrouillen. Nach der Kapitulation von Soissons am 3. März befahl Napoléon dem Général Nansouty, Kommandant der Gardekavallerie, die Brücke in Berry-au-Bac zu sichern, um so den französischen Streitkräften die Überquerung der Aisne zu ermöglichen. Am 5. März erschien die Division Nansouty, zusammen mit den „Lanciers polonais“ von Général Pac, vor der Stadt und griff die dort angetroffenen Kosaken an. Der Chef d’escadron Skarzynski vom 3. Regiment bemächtigte sich der Brücke und zerstreute mit Hilfe von Teilen der Gardekavallerie die restlichen Kosaken. Dies brachte Skarzynski eine Belobigung durch Général Dautancourt ein, der ihn als „le brave Skarzynski“ bezeichnete.
In der Schlacht bei Craonne erlitt die Infanterie von Maréchal Ney durch russische Artillerie schwere Verluste. Um die Situation zu retten, schickte der Colonel Testot-Ferry das 1. Regiment zum Angriff gegen die feindlichen Artilleriestellungen. Dabei wurde sein Pferd getötet, und der Chef d’escadron Kister zählte zu den Gefallenen. Ein Gegenangriff der russischen Kavallerie warf die Éclaireurs-grenadiers auf ihre Ausgangspositionen zurück. Testot-Ferry, der den Posten des verwundeten Général de Levesque de Laferrière übernahm, befahl einen neuen Angriff auf die Batterien der Koalitionstruppen, diese konnten unter schweren Verlusten schließlich genommen werden. Testot-Ferry wurde für diese Aktion von Napoléon zum Baron de l’Empire ernannt.

### Von Laon bis Arcis-sur-Aube

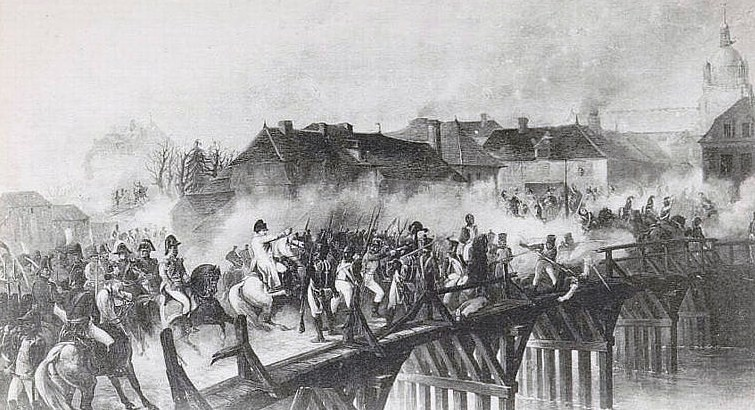
Napoléon auf der Brücke von Arcis-sur-Aube

Am 10. März griffen die Franzosen erneut die Armee von Blücher an und setzten sich auf dem Plateau von Laon fest. Die Éclaireurs-Abteilungen an der Spitze der Gardekavallerie griffen Teile der Alliierten an, die sich auf Laon zurückzogen. Da an anderer Stelle jedoch die französische Infanterie zurückgeworfen wurde, ordnete Napoléon den Rückzug an. Gleichzeitig wurde Soissons durch eine französische Abteilung – einschließlich etwa 100 Éclaireurs des 2. Regiments – zurückerobert. Am 13. März stand die französische Armee vor Reims, das von den preußischen und russischen Truppen des
General Saint-Priest verteidigt wurde.
In diesem Gefecht bei Reims attackierten die Éclaireurs an der Spitze der Gardes d’honneur von Général de Ségur. Dabei fiel der Capitaine Gaiette der Éclaireurs-dragons. Der Chef d’escadron Szeptycki nahm an der Spitze einer Escadron des 3. Regiments ein preußisches Infanteriebataillon gefangen. Am 19. März, als Napoléon gegen die Armee Schwarzenberg marschierte, entriss die Division Letort mit dem 1. Regiment der Éclaireurs den Alliierten den Ort Méry-sur-Seine und konnte der Böhmischen Armee einen Kriegsbrückentrain wegnehmen.
Am 20. März traf Napoléon in der Schlacht bei Arcis-sur-Aube auf die Truppen von Schwarzenberg. Die alliierte Kavallerie griff die Chasseurs à cheval de la Garde und die Éclaireurs-grenadiers an, von der Übermacht wurden sie auf Méry zurückgedrängt, wo sie unerwartet von der Kavallerie des Général Lefebvre-Desnouettes aufgefangen wurden. Als der kaiserliche Generalstab von Kosaken umzingelt zu werden drohte, wurden sie von der Stabswache und den Éclaireurs von Colonel Testot-Ferry zurückgedrängt. Dabei wurde das Pferd von Colonel Testot-Ferry getötet, und er selbst geriet in Gefangenschaft.

„[…] bald nachdem das Gefolge des Kaisers das Verschwinden des unerschrockenen Major-colonel der Éclaireurs de la Garde bemerkte, brach es in tiefe Trauer aus, da man annahm, dass er getötet worden sei“

Die Verluste waren hoch und betrafen besonders das 2. und 3. Regiment.

### Saint-Dizier und die Schlacht um Paris

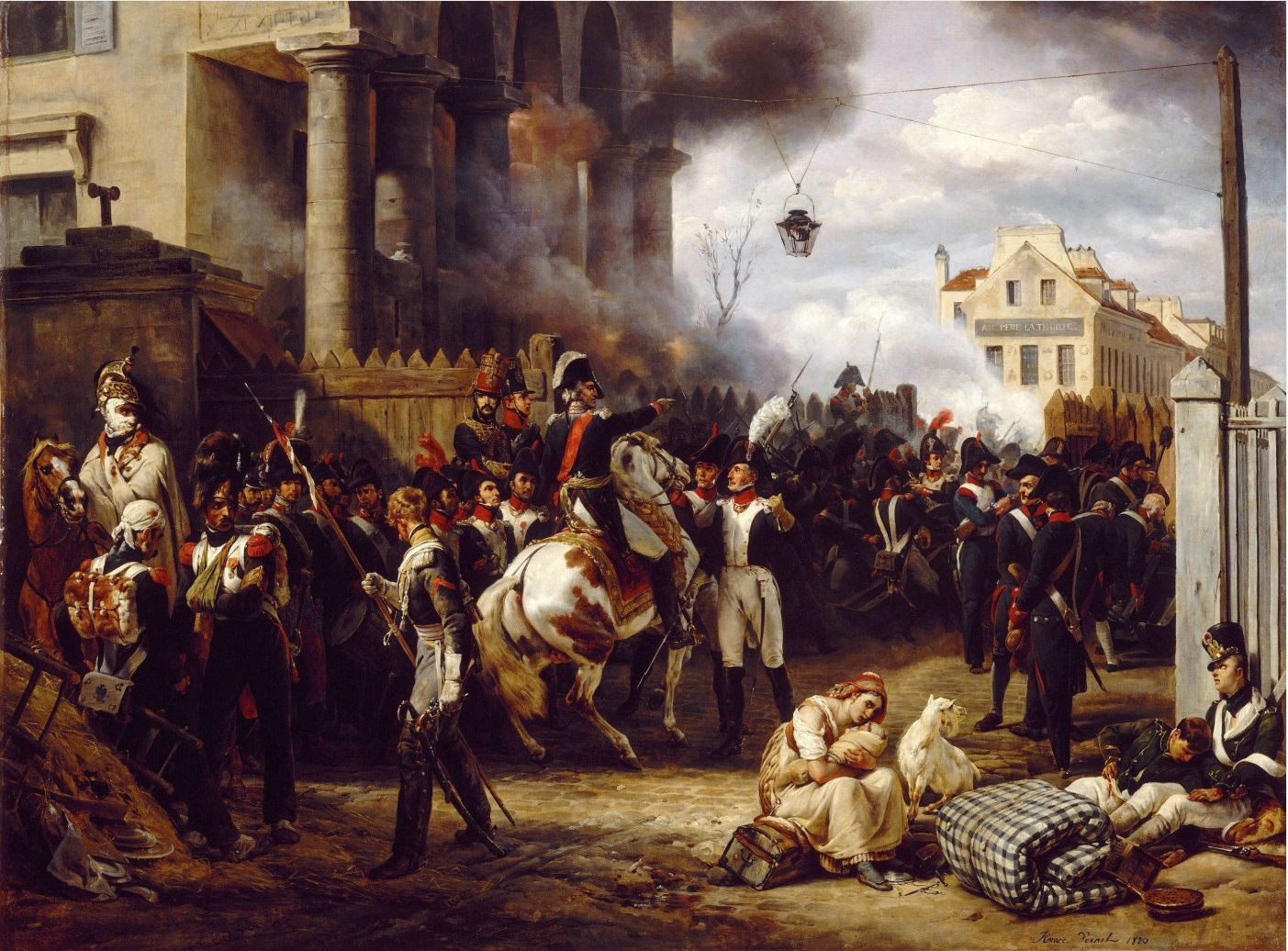
La Barrière de Clichy (Gemälde von Horace Vernet, zeigt die Verteidigung von Paris am 30. März 1814)

Am 24. März entschieden sich die Alliierten, mit ihren zusammengefassten Kräften auf Paris zu marschieren. Der General Wintzingerode erhielt den Auftrag, mit einer Aktion die französischen Truppen abzulenken. Am 26. März besetzte er daher mit einem kleinen Kontingent Saint-Dizier und wurde am 26. März von der an diesem Tag vor Ort erscheinenden französischen Gardekavallerie angegriffen. Der Kaiser selbst setzte sich an die Spitze, die Russen wurden schnell überrannt. Die Éclaireurs konnten sich wiederum auszeichnen.
Am 30. März erschien die Koalitionsarmee vor Paris und griff die 30.000 Verteidiger an. Der Général d’Ornano übergab sein Kommando über die Gardekavallerie an den Général Dautancourt. Diese bunt zusammengewürfelte Truppe bestand nur noch aus 800 Reitern – gebildet aus Grenadiers à cheval de la Garde impériale, Chasseurs à cheval de la Garde impériale, Lanciers polonais de la Garde impériale, Mamelouks de la Garde impériale, Dragons de la Garde impériale und Éclaireurs –, hauptsächlich aus dem 3. Regiment. Ein Détachement dieses Regiments hatte am 29. März noch zusammen mit dem Régiment des Krakus an der Schlacht bei Claye teilgenommen. Am gleichen Tag begleitete der Großteil der Reiter die Kaiserin Marie Louise nach Blois. Zur Verteidigung von Paris konnte die gesamte Brigade lediglich noch 330 Reiter zusammenbringen. Der Major Kozietulski, Kommandant des 3. Regiments, kämpfte bei Aubervilliers gegen die Angreifer und versuchte, ihr Vorwärtskommen zu verlangsamen, während der Rest der Gardekavallerie vor Montmartre und in den Weinbergen von Batignolles kämpfte. Von übermächtiger Infanterie angegriffen und unter Artilleriebeschuss zog sich die Brigade Dautancourt in die Hauptstadt zurück und sammelte sich auf dem Boulevard des Italiens, wo sie von der Kapitulation von Paris erfuhr.
Die Brigade erhielt den Befehl, sich nach Villejuif zu begeben, und am 31. März ließ der Capitaine Horaczko als Kommandant eines Détachement des 3. Regiments noch die Brücken in Vitry und Choisy-le-Roi in die Luft sprengen. Es war die letzte kriegerische Handlung der Éclaireurs de la Garde impériale.

## Uniformen

### 1. Regiment

#### Die Reiter
Als Kopfbedeckung diente für alle ein Tschako vom gleichen Muster. Er bestand aus einem schwarzen Körper mit einem weißen Besatz am oberen Ende und gleichfarbigen Soutachen. Die Kinnriemen waren mit weißem Metall besetzt, ebenso bestand der Adler an der Vorderseite des Tschakos aus weißem Metall. Der scharlachrote Federbusch mit schwarzer Spitze war unter der Kokarde befestigt.
Die ehemaligen Gardes d’honneur behielten jedoch ihren scharlachroten Tschako, wobei allerdings die Borte geändert wurde, um sie jetzt von den Gardes d’honneur zu unterscheiden. Die Lagermütze war grün mit weißer Borte und scharlachroten Passepoils.
Die Uniformen der 1. Escadron, die zur Alten Garde gezählt wurde, ähnelte stark einer Husarenuniform und entsprach somit weitgehend der Uniform der Gardes d’honneur. Es wurde ein dunkelgrüner Dolman mit einer Pelisse mit Verschnürung, Tressen und Soutachen aus weißer Wolle getragen. Die Knöpfe waren weißmetallen. Der Dolman hatte einen scharlachroten Kragen und Aufschläge, dazu ein weißes Futter. Die Pelisse hatte eine schwarze Pelzverbrämung, das Futter entsprach dem des Dolmans.
Die anderen drei Escadrons, die zur Jungen Garde gehörten, trugen eine Uniform ähnlich den Jägern zu Pferde der Linie, einen dunkelgrünen Waffenrock, „Kinski“ genannt. Er hatte rote Abzeichen und weiße Knöpfe. Die Hosen waren grauleinen mit scharlachroten Streifen.

#### Trompeter
Die Trompeter des 1. Regiments trugen einen Tschako wie die übrigen Reiter, die Pelisses unterschieden sich jedoch. Diese waren hellblau wie die der Trompeter der übrigen Gardekavallerie, die Verschnürungen, Tressen und Soutachen waren weiß. Die Tressen der Trompette-majors (Regimentstrompeter) waren abwechselnd weiß-blau gemustert. Die Schärpe war weiß-karminrot.

#### Offiziere und Unteroffiziere
Die Tschakos waren gleich denen der Reiter. Die Pelisse war mit grün-weiß durchwirkten Verschnürungen, Tressen und Soutachen ausgestattet. Die Offiziere trugen am Tschako weiße Soutachen. Die Dolmane waren gleich denen der Reiter, lediglich die Rangabzeichen waren in Weiß ausgeführt. Die Hosen waren blau mit weißen Lampassen.

### 2. Regiment

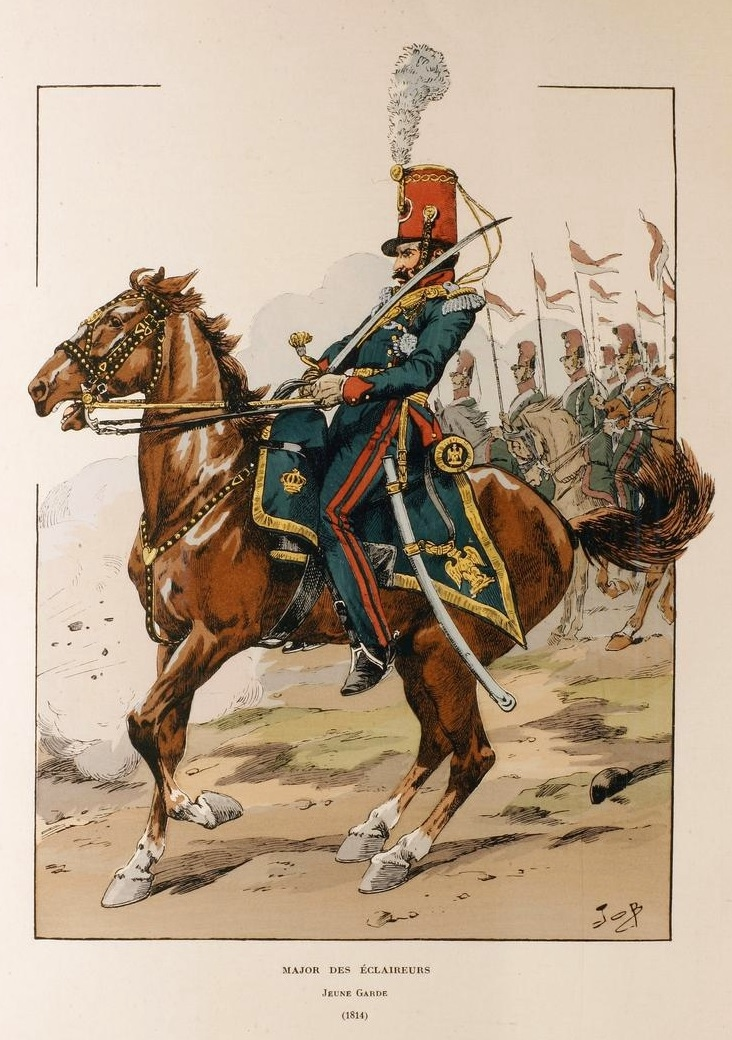
Major des 2. Regiments (Illustration von Job)

Général Drouot schrieb am 7. Dezember 1813 eine Meldung an Napoléon:

„Die Uniformen des 2. Éclaireurs sind gleich denen der Chevau-légers lanciers de la ligne, die Farbe des Waffenrocks ist die der Dragoner der Garde. Die 2. Éclaireurs haben die Brustrabatten der Dragoner übernommen und sich daher in der Uniformierung diesen angeglichen.“

#### Reiter
Die Éclaireurs-dragons trugen einen zylindrischen Tschako von karminroter Farbe mit einem schwarzen Besatz am oberen Rand – eingefasst von zwei Soutachen von der gleichen Farbe. An der Rückseite befand sich ein Nackenschutz aus schwarzem Leder, ebenfalls aus schwarzem Leder war der Kinnriemen. Über der Kokarde war ein Pompon befestigt, der, mit Hilfe eines Knopfes gehalten, wiederum von einer doppelten hellroten Tresse eingefasst war. Die Fangschnüre waren rot ohne Raquettes. Der Waffenrock war dunkelgrün mit weißmetallenen Knöpfen und silberner Verschnürung – identisch mit dem der Éclaireurs-grenadiers der Jungen Garde, jedoch mit karminroten Abzeichen. Zum Dienst im Pferdestall wurde eine grüne Weste getragen. Es existierten zwei verschiedene Hosen, eine aus grünem Stoff ohne Lederbesatz mit doppelten karminroten Lampassen und eine aus leinengrauem Schafleder ohne Lampassen. Das Bandelier war aus schwarzem Leder.

#### Trompeter
Die Uniform der Trompeter des 2. Regiments entsprach im Stil derjenigen der Reiter, war allerdings von himmelblauer Farbe. Die Brustrabatte war karminrot, ebenso der Kragen und die Ärmelaufschläge. Beides war mit einer hellroten Borte eingefasst.

#### Offiziere und Unteroffiziere
Die Uniformen der Unteroffiziere des 2. Regiments unterschieden sich nur wenig von denen der Reiter, der Tschako der Offiziere nur durch die Anordnung der Bordüre sowie die Ausstattung mit goldenen Soutachen, dazu eine Fangschnur mit Raquettes. Der Waffenrock war aus feinerem Tuch als der der einfachen Reiter. Die Reithose war grau mit goldenen Lampassen.

### 3. Regiment

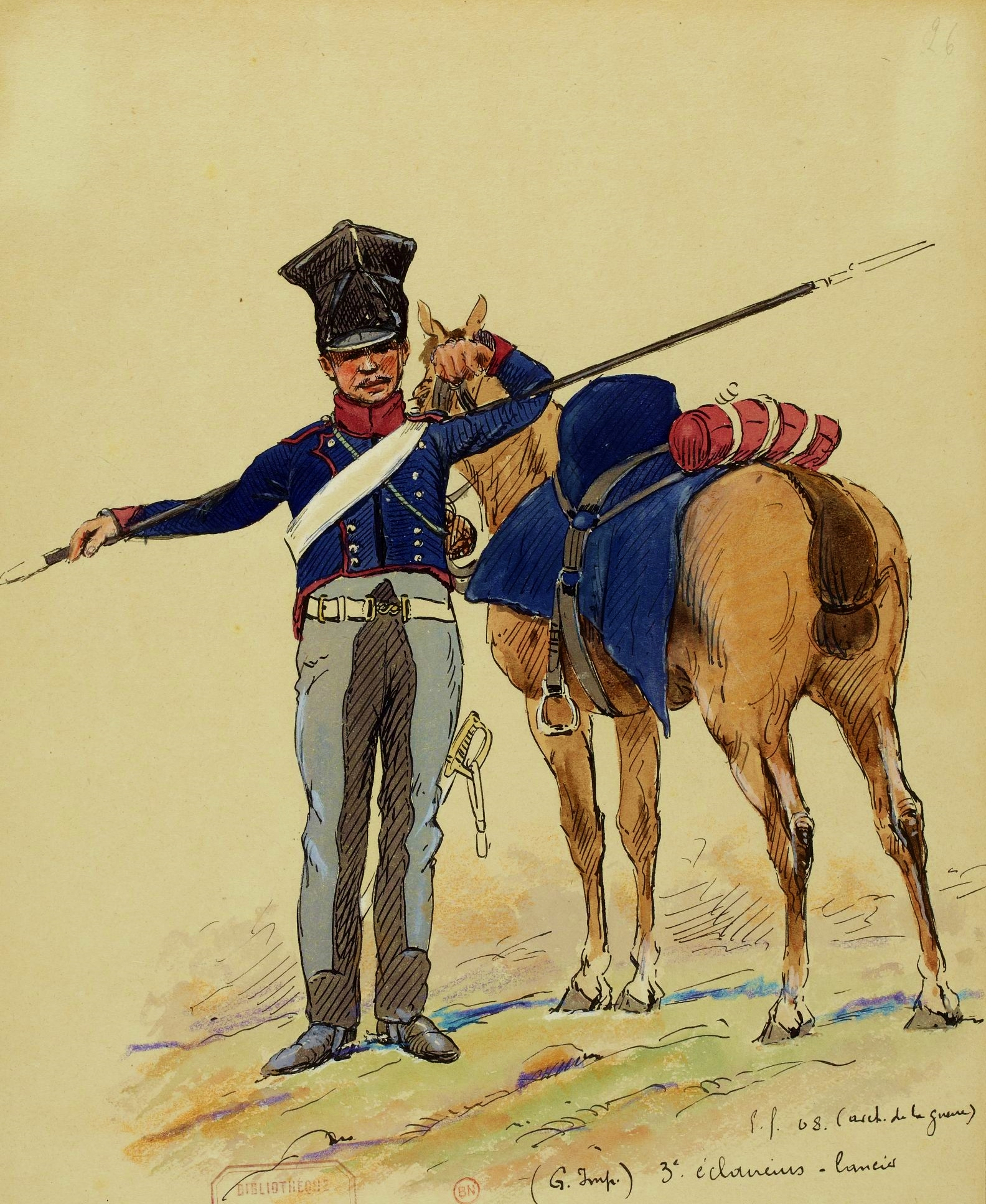
Éclaireur-lancier des 3. Regiments, 1814 (Zeichnung von Ernest Fort, 1908)

Die Uniformen waren ähnlich den Lanciers polonais de la Garde impériale mit einer Tschapka und einer dunkelblauen Kurtka.

#### Reiter
Die Tschapka (es wurden 830 Exemplare durch Hutmacher Chardon geliefert) war gleich denen der Lanciers rouges der Jungen Garde, lediglich die Farbe war unterschiedlich. Die Kurtka war die gleiche wie bei den Lanciers polonais der Alten Garde, jedoch von minderer Qualität. Sie war aus dunkelblauem Tuch mit karminroten Kragen, Aufschlägen, Passepoils und Brustrabatten. Weiße Epauletten und Aiguillettes wurden nur von den den 1er lanciers de la Garde zugewiesenen Éclaireurs getragen, die anderen trugen lediglich eine einzelne „Contre-épaulette“. Wie die „Lanciers polonais de la ligne“ trug das 3. Regiment einen blau-weiß gestreiften Gürtel. Die Reithose war aus leinengrauem Schafleder ohne Lampassen.

#### Trompeter
Die Tschapka war aus weiß geriffeltem Tuch mit Fangschnur mit Raquettes und karminroten und weißen Troddeln. Ein hellroter Pompon war über dem Malteserkreuz an der Vorderseite der Tschapka angebracht. Die Kurtka war aus himmelblauem Tuch mit karminroten Abzeichen. Die Epauletten und die Aiguillette waren karminrot und weiß. Brustrabatte, Kragen und Ärmelaufschläge waren mit einer silbernen Borte verziert.

#### Offiziere und Unteroffiziere
Die Unteroffiziere des Regiments trugen die Uniformen der Lanciers polonais de la Garde impériale mit silbernen Abzeichen. Die Offiziere trugen eine dunkelblaue Kurtka mit karmoisinroter Paraderabatte. Die Abzeichen und die Bordüren waren in silberner Offiziersqualität ausgeführt.

## Pferde und Zaumzeug

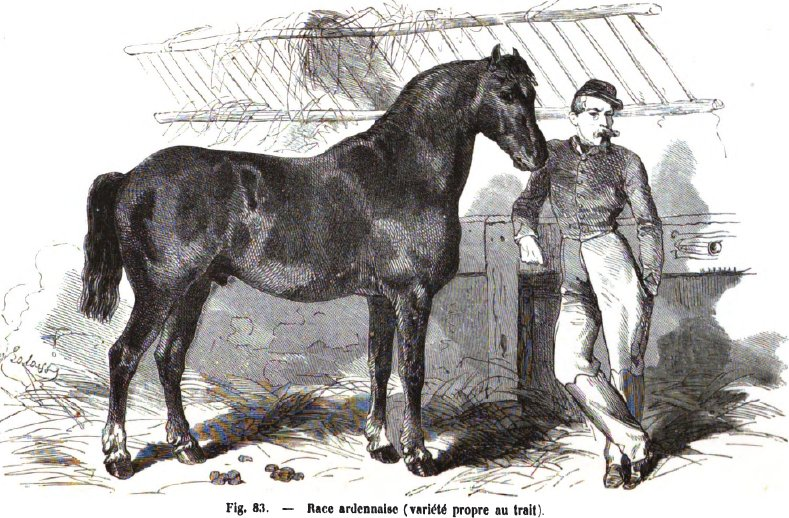
Ardenner Pferd

Der Russlandfeldzug 1812 hatte den Pferdebestand so stark reduziert, dass Napoléon seinen Feldzug 1813 in Deutschland nur mit geschwächten Kavalleriekräften durchführen konnte. Am Ende des Jahres begann der Rückzug nach Frankreich, und man verließ die deutschen Lande mit ihrem Reichtum an großen Pferden – die man dringend für die schwere Kavallerie gebraucht hätte. Diese Tatsache zwang den Kaiser dazu, mehr auf französische Pferde zurückzugreifen, denen man bisher weniger Beachtung geschenkt hatte. Als Remonten für die Éclaireurs bestimmte Napoléon eine Widerristhöhe von 4 pieds 2 pouces bis 4 pieds 3 pouces (1,21 bis 1,30 Meter), das Alter sollte fünf oder sechs Jahre betragen. Diese Pferde kamen hauptsächlich aus den Pyrenäen, dem Massif central, den Ardennen und aus der Camargue. Der Colonel Testot-Ferry erklärte, dass er die Ardenner Pferde bevorzuge:

„[…] von kleinem Wuchs aber kräftig und mit viel Ausdauer“

Das Zaumzeug und Geschirr der Pferde war sehr unterschiedlich, da hierzu die vorhandenen Bestände der Kavallerie aufgebraucht wurden. Das Gewicht, das die Pferde zu tragen hatten, wurde verringert, man reduzierte alles am Pferdegeschirr, was nicht unbedingt notwendig war. Das machte sich auch in den Kosten bemerkbar – einem Éclaireur standen für die Beschaffung des Pferdegeschirrs 63 Francs zur Verfügung, während für einen Chasseur à cheval oder einen Husaren 113 Francs ausgegeben wurden.